# Dagmar Myhrvold
Dagmar Myhrvold, född 1898 i Oslo, död 1972, var en norsk skådespelare.
Myhrvold var från 1919 knuten till Det Norske Teatret. Redan som ung spelade hon gärna gamla kvinnor, som hon återgav med tyngd och trovärdighet, bland annat mödrarna i Lev Tolstojs Mörkrets makt och Selma Lagerlöfs Kejsaren av Portugallien samt Tale i Olav Duuns Medmenneske. Med bred humor gjorde hon också tvättäkta Oslo-typer som Gurina-Neger i Oskar Braatens Ungen och Dobbelt-Petra i samma författares Den store barnedåpen. Hon verkade också som iscensättare.

## Filmografi i urval
- 1970 – Selma Brøter (TV)
- 1969 – Brent jord
- 1968 – Smuglere
- 1964 – Nydelige nelliker
- 1946 – Om kjærligheten synger de
- 1943 – Vigdis
- 1942 – Herre med mustasch
- 1940 – Godvakker-Maren
- 1937 – Ungt blod
- 1934 – Sangen om Rondane
- 1926 – Brudefärden i Hardanger
- 1920 – Tattar-Anna